# 金龍寺 (龍ケ崎市)
金龍寺（きんりゅうじ）は、茨城県龍ケ崎市にある曹洞宗の寺院。山号は太田山。本尊は釈迦如来。

## 歴史
応永年間（1394 - 1428年）、新田貞氏が祖先（祖父とも）の新田義貞追善のため、上野国新田荘金山（現・群馬県太田市）に創建した。なお、元亨元年（1321年）に新田義貞が天真自性を開山として創建したとの別伝もある。境内裏手には新田義貞の墓もある。
その後、新田氏の末裔で一族の新田金山城主であった由良国繁が天正18年（1590年）、常陸国牛久（茨城県牛久市）に転封されると寺も同地に移転した。現在地に移ったのは寛文6年（1666年）のことである。江戸時代には多くの末寺を有していた。

## 文化財

### 重要文化財
- 絹本著色十六羅漢像（茨城県立歴史館に寄託[1]）